# Michaił Gołubowski
Michaił Stiepanowicz Gołubowski, ros. Михаил Степанович Голубовский (ur. w 1908 roku w Stawropolu, zm. ?) – radziecki dziennikarz, kolaborant podczas II wojny światowej, działacz emigracyjny, pisarz.
W 1932 roku został korespondentem wojennym gazety „Izwiestija”. W połowie lat 30. opisywał wielkie manewry wojskowe Armii Czerwonej w Azji Środkowej. W latach 1939–1940 pisał artykuły dotyczące wojny zimowej z Finlandią. Ponadto do jego zadań należało przygotowywanie dla dowódców wojskowych fikcyjnych wywiadów z nimi, mów i referatów, a nawet całych publikacji wspomnieniowych. Po ataku wojsk niemieckich na ZSRR 22 czerwca 1941 roku, podjął kolaborację z okupantami. W 1942 roku w okupowanym Bobrujsku pod pseudonimem Michaił Bobrow objął funkcję redaktora naczelnego pisma „Nowyj put´”, przemianowanego następnie na „Rul”. Był też jednym z przywódców Związku Walki o Wolność Rosji. Z powodu ofensywy Armii Czerwonej ewakuował się do Mińska, gdzie nawiązał kontakt z działaczami Narodowego Związku Pracujących (NTS). Po zakończeniu wojny przebywał w obozach dla uchodźców cywilnych. Zaczął używać fałszywego nazwiska Sołowjow. Pod koniec lat 40. redagował czasopismo „Ogni”. W 1953 roku napisał książkę pt. „Gott aber schwieg”, zaś w 1954 roku był współautorem wspomnień pt. „Zapiski sowietskogo wojennogo korriespondienta”.